# سورفکتانت ریوی

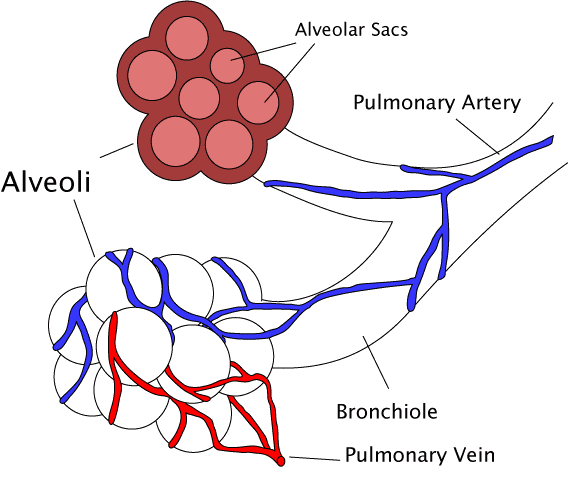
نمودار آلوئول با هر دو مقطع و نمای خارجی

سورفاکتانت ریوی (Pulmonary surfactant) یک نوع از لیپوپروتیئین‌های فعال سطحی هستند که توسط سلول‌های آلوئولار نوع دوم تشکیل می‌شوند. این لیپوپروتئین‌ها همزمان که دارای بخش آبگریز هستند، دارای بخش آب دوست نیز می‌باشند.
این ماده به عنوان دارو توسط سازمان بهداشت جهانی جزئی از مواد دارویی ضروری طبقه‌بندی شده‌ است.
.در واقع سورفاکتانت(عامل سطح فعال) به عنوان یکی از مواد ترشح شده از برخی از سلول های  حبابک (جزئی کیسه های هوایی)است.
در دیوارهٔ کیسه های هوایی یک لایهٔ نازکی از آب وجود دارد.در هنگام تنفس کیسه های هوایی باز می‌شوند و اما این لایهٔ نازک آب به دلیل کشش سطحی که آب دارد در هنگام بازشدن آن مقاومت می‌کند و لذا در همان هنگام است که سورفاکتانت با کاهش نیروی کشش سطح موجب بازشدن کیسه های هوایی می‌شود.
سورفاکتانت جزء دیواره حبابک ها طبقه بندی می‌شود و اهمیت بالایی در باز نگه داشتن حبابک دارد همچنین باید گفته شود که این عامل سطح فعال در آخرین مراحل تشکیل جنین تشکیل می‌شود و به خاطر همین در نوزادانی که زود تر به دنیا می‌آیند سورفاکتانت به مقدار کم تولید شده است و این باعث می‌شود که نوزاد نتواند به درستی نفس بکشد برای همین نوزادان را داخل محفظه هایی قرار میدهند و هوا را با فشار وارد ریه های آنها می‌کنند و تا زمانی که سورفاکتانت در بدن نوزاد تشکیل شود او را در محفظه نگه می‌دارند.

## عملکرد
- افزایش خاصیت انطباقی ریه ها
- جلوگیری از شُش‌چسبیدگی (آتلکتازی)
- کمک به بازکردن راه‌های بسته شده تنفسی

## کمپلیانس
کمپلیانس توانایی شش‌ها , و قفسه سینه برای انبساط می‌باشد . تعریف کمپلیانس ریوی عبارت است از تغییر حجم ریه نسبت به واحد تغییر فشار آن.

## تنظیم سایز آلوئولی
هر چقدر که اندازه آلوئولی افزایش می‌یابد، سورفکتانت بیشتر در سطح مایع گسترش پیدا می‌کند. این به صورت مؤثری باعث کاهش کشش سطحی شده و سرعت انبساط آلوئولی را کاهش می‌دهد.

## ترکیب
حدود 40 درصد سایر فسفولیپیدها حدود 40 درصد دی پالمیتویل فسفاتیدیل کولین(دی پی پی سی)
حدود 5 درصد پروتئین‌های وابسته به سورفکتانت
چربی‌های خنثی مانند کلسترول
سایر ترکیبات جزئی

## سورفکتانت های ساخت بشر
تعداد اندکی سورفکتانت به عنوان دارو و جایگزینی برای سورفکتانت طبیعی ساخته شده‌ است که عبارتند از:
- کولفوسریل پالمیتات (اگزوسورف)
- پومکتانت
- براکتانت (سوروانتا، آلوئوفکت، برکسورف)
- کالفکتانت(ایفاسورف)
- پوراکتانت آلفا(کوروسورف)